# بورکهارد تسدورف
بورکهارد تسدورف (آلمانی: Burkhard Tesdorpf؛ زادهٔ ۶ اکتبر ۱۹۶۲) سوارکار اهل آلمان غربی بود.